# Olympische Sommerspiele 1936/Teilnehmer (Norwegen)
| Gelbes Symbol für Goldmedaillen mit stilisierten Olympischen Ringen | Graues Symbol für Silbermedaillen mit stilisierten Olympischen Ringen | Braundes Symbol für Bronzemedaillen mit stilisierten Olympischen Ringen |
| ------------------------------------------------------------------- | --------------------------------------------------------------------- | ----------------------------------------------------------------------- |
| 1                                                                   | 3                                                                     | 2                                                                       |

Norwegen nahm an den Olympischen Sommerspielen 1936 in Berlin mit einer Delegation von 70 Athleten, 68 Männer und zwei Frauen, teil. Norwegen erreichte den 18. Platz auf dem Medaillenspiegel. Otto Berg war Norwegens Flaggenträger.

## Medaillengewinner

### Gold
- Willy Røgeberg (Schießen – Kleinkaliber liegend, 50 m)

### Silver
- Henry Tiller (Boxen – Mittelgewicht)
- Karsten Konow, Magnus Konow, Fredrik Meyer, Vaadjuv Nyqvist, Alf Tveten (Segeln, 6-m-Klasse)
- John Ditlev-Simonsen, Olaf Ditlev-Simonsen, Lauritz Schmidt, Hans Struksnæs, Jacob Tullin Thams, Nordahl Wallem (Segeln, 8-m-Klasse)

### Bronze
- Erling Nilsen (Boxen – Schwergewicht)
- Arne Brustad, Nils Eriksen, Odd Frantzen, Sverre Hansen, Rolf Holmberg, Øivind Holmsen, Fredrik Horn, Magnar Isaksen, Henry Johansen (TW), Jørgen Juve, Reidar Kvammen, Magdalon Monsen, Alf Martinsen, Frithjof Ulleberg 
Trainer: Asbjørn Halvorsen (Fußball)

## Teilnehmerliste

### Boxen
| Athlet              | Gewicht      | Platz                         |
| ------------------- | ------------ | ----------------------------- |
| Asbjørn Berg-Hansen | 50,8 kg      | 9.                            |
| Ragnar Haugen       | 61,2 kg      | 9.                            |
| Rudolf Andreassen   | 66,7 kg      | Ausgeschieden in der 2. Runde |
| Henry Tiller        | 72,6 kg      | Silber                        |
| Jarl Johnson        | 79,4 kg      | 16.                           |
| Erling Nilsen       | über 79,4 kg | Bronze                        |

### Fechten
| Athlet           | Disziplin          | Platz         |
| ---------------- | ------------------ | ------------- |
| Johan Falkenberg | Florett Einzel     | ausgeschieden |
| Johan Falkenberg | Florett Mannschaft | ausgeschieden |
| Jens Frølich     | Florett Einzel     | ausgeschieden |
| Jens Frølich     | Florett Mannschaft | ausgeschieden |
| Thorstein Guthe  | Florett Mannschaft | ausgeschieden |
| Thorstein Guthe  | Degen Einzel       | ausgeschieden |
| Nils Jørgensen   | Florett Einzel     | ausgeschieden |
| Nils Jørgensen   | Florett Mannschaft | ausgeschieden |
| Egill Knutzen    | Florett Einzel     | ausgeschieden |

### Fußball
| Spieler | Disziplin | Platz  |
| --- | --------- | ------ |
| Arne Brustad, Nils Eriksen, Odd Frantzen, Sverre Hansen, Rolf Holmberg, Øivind Holmsen, Fredrik Horn, Magnar Isaksen, Henry Johansen (TW), Jørgen Juve, Reidar Kvammen, Magdalon Monsen, Alf Martinsen, Frithjof Ulleberg Trainer: Asbjørn Halvorsen | Männer    | Bronze |

### Kanu
| Athlet       | Disziplin          | Platz |
| ------------ | ------------------ | ----- |
| Igar Iversen | Einer-Kajak 1000 m | 8.    |

### Leichtathletik
| Athlet            | Disziplin   | Wertung   | Platz         |
| ----------------- | ----------- | --------- | ------------- |
| Otto Berg         | Weitsprung  | 7,30 m    | 10.           |
| Edgar Bruun       | 50 km Gehen | 4:34:53,2 | 5.            |
| Ragnar Ekholdt    | 1500 m      | ?         | ausgeschieden |
| Rolf Hansen       | 5000 m      | 14:48,0   | 9.            |
| Eugen Haugland    | Dreisprung  | 14,56 m   | 14.           |
| Hjalle Johannesen | 800 m       | 1:54,9    | ausgeschieden |
| Edvard Natvig     | Hochsprung  | 1,80      | ausgeschieden |
| Edvard Natvig     | Zehnkampf   | 6759      | 10.           |
| Odd Rasdal        | 10.000 m    | 31:40,04  | 9.            |
| Rolf Schønheyder  | 400 m       | 49,4      | ausgeschieden |
| Helge Sivertsen   | Diskuswurf  | 45,89     | 10.           |
| Reidar Sørlie     | Diskuswurf  | 48,77     | 4.            |

### Radsport
| Athlet          | Disziplin         | Platz         |
| --------------- | ----------------- | ------------- |
| Harry Haraldsen | 1000 m Zeitfahren | 14.           |
| Haakon Sandtorp | Sprint            | ausgeschieden |

### Reiten
| Athlet           | Disziplin                 | Platz |
| ---------------- | ------------------------- | ----- |
| Bjørn Bjørnseth  | Dressur – Einzel          | 28.   |
| Bjørn Bjørnseth  | Dressur – Mannschaft      | 7.    |
| Eugen Johansen   | Dressur – Einzel          | 20.   |
| Eugen Johansen   | Dressur – Mannschaft      | 7.    |
| Halfdan Petterøe | Springreiten – Einzel     | DNF   |
| Halfdan Petterøe | Springreiten – Mannschaft | DNF   |
| Arthur Qvist     | Dressur – Einzel          | 17.   |
| Arthur Qvist     | Dressur – Mannschaft      | 7.    |
| Arthur Qvist     | Springreiten – Einzel     | 24.   |
| Arthur Qvist     | Springreiten – Mannschaft | DNF   |
| Nils Sæbø        | Vielseitigkeit – Einzel   | DQ    |

### Ringen
Griechisch-römisches Ringen
| Athlet       | Gewicht | Platz |
| ------------ | ------- | ----- |
| Ivar Stokke  | 56 kg   | 3:6   |
| Arild Dahl   | 66 kg   | 6.    |
| Olaf Knudsen | 87 kg   | 6.    |

### Schießen
| Name             | Disziplin                  | Punkte | Rang |
| ---------------- | -------------------------- | ------ | ---- |
| Håkon Aasnæs     | Kleinkaliber liegend, 50 m | 292    | 23.  |
| Hans Aasnæs      | Schnellfeuerpistole        | 31     | 9.   |
| Mauritz Amundsen | Kleinkaliber liegend, 50 m | 292    | 23.  |
| Mauritz Amundsen | Scheibenpistole            | 525    | 11.  |
| Willy Røgeberg   | Kleinkaliber liegend, 50 m | 300    | Gold |

### Segeln
| Athlet | Disziplin      | Platz  |
| --- | -------------- | ------ |
| Thor Thorvaldsen | O-Jolle        | 10.    |
| „KNS“ Sigurd Herbern Øivind Christensen                                                                             | Star           | 6.     |
| „Lully II“ Karsten Konow Magnus Konow Fredrik Meyer Vaadjuv Nyqvist Alf Tveten                                      | 6-m-Klasse     | Silber |
| „Silija“ John Ditlev-Simonsen Olaf Ditlev-Simonsen Lauritz Schmidt Hans Struksnæs Jacob Tullin Thams Nordahl Wallem | 8-Meter-Klasse | Silber |

### Wasserspringen
| Athlet         | Disziplin     | Wertung | Platz |
| -------------- | ------------- | ------- | ----- |
| Tullik Helsing | Turmspringen  | 28,40   | 13.   |
| Sam Melberg    | Turmspringen  | 77,76   | 21.   |
| Inger Nordbø   | Kunstspringen | 65,94   | 11.   |
| Inger Nordbø   | Turmspringen  | 28,62   | 12.   |